# All your base are belong to us
「All your base are belong to us.」は、2001年から2002年にかけてインターネットで流行した言葉の一つであり、インターネット上で起こった現象（ミーム）の中で最も有名なものの一つである。短縮して「All Your Base」、「AYBABTU」または「AYB」とも呼ばれる。

## 概要
この文は、「君達の基地は、全てCATSがいただいた。」という日本語の文の稚拙な英訳からきている。原典は、日本の東亜プランのアーケードゲーム『ゼロウィング』（1989年稼働）の、メガドライブ版（1991年発売）のオープニングデモにおける敵組織「CATS」の幹部の台詞である。ヨーロッパ向けメガドライブ版（1992年発売）にてこの稚拙な英訳文が登場した。なお、元々のアーケード版にはオープニングデモ自体がなく、PCエンジン版のオープニングデモは別の内容になっている。また、北米ではアーケード版はウィリアムスより発売されていたが、家庭用ゲーム機版はリリースされていない。
東亜プランのゲーム開発者だった弓削雅稔は、当時同社の貿易担当の営業員にかなり英語力が怪しい人物がおり、その人が考えた文かもしれないと語っている。
“All your base are belong to us.”という英文は、英語を母語とする人にとっては片言であり、シリアスな画面との対比のおかしさ、企業がこんな間違った英語を校閲しないまま売ってしまうという意外性、あるいはその文章自体のインパクトによって一気に流行することになった。一部では「その言葉は間違っているよ」という意味合いを込めて使われる。

## 経緯
1998年に初めてインターネット上に出現し、同年の中ごろから末にかけてインターネットの掲示板に散見されるようになった。この語句がコラージュされた画像がフラッシュ動画（MADムービー）にまとめられ、広くダウンロードされた。2000年頃、カナダのガバ集団 The Laziest Men on Mars によって、ロボット音のようなサンプル音声を使った「ギャバロボットの侵略」（Invasion of the Gabber Robots）という歌が作られ、よく知られるようになった。
次に、2001年2月中頃までに、元画像に加え、多くのコラージュ写真、GIFアニメーション、フラッシュ画像等がインターネット中を席巻した。これらの詳細について、Know Your Memeが解説を交えて説明している。
流行としては過ぎ去ったあとも、このフレーズはEngrishの好例として語り継がれている。また、インターネット上でいわゆる「コピペのテンプレート」となっており、様々に改変されたバージョンが存在する。オンラインゲームなどでは、ユーモアを込めて戦いの雄叫びとして使われている。
2006年にYouTubeのシステムメンテナンスが行われた際、メンテナンス中のページには「ALL YOUR VIDEO ARE BELONG TO US」と表示された。
2008年、『Command & Conquer: Red Alert 3』のトレイラーにも現れ、日本に似た国家「旭日帝国」のプロモーションに使われている。
2012年公開のディズニー映画『シュガー・ラッシュ』では、ゲーム・セントラル・ステーションの落書きのひとつに書かれている。
2014年6月12日、テスラ・モーターズが自社の保有している特許全てを一般に開放するという発表には、「All Our Patent Are Belong To You」という題名がつけられた。日本語の発表では一般的な表現となっていた。
ミーム誕生の元となった日本の作品に対しても、これがネタとして逆輸入されることもある。特に、大元であるゼロウイングの移植タイトル「ゼロファイアー」の紹介PVでもネタとして利用している。

## 解説
1. 「belong」は「属する」という意味の動詞なので、「* are belong」のように前にbe動詞がくることはない。また、「belong」は状態動詞でもあり、be動詞を用いて「* are belonging」という進行形にすることもできない。
2. 「all」とする以上、基地は複数あるのだから、可算名詞である「base」は複数形「bases」にする必要がある。
3. 「base」が複数形にならないならば形容詞（形容詞の名詞的用法）として解釈することができ、その場合「all your base」は「あなたの全ての悪徳（卑劣なこと）」になって卑猥な内容に読める[8]。

英語として成立する最低限の修正を加えると、次のようになる。
- All [of] your bases belong to us. （君達の全ての基地は我々の支配下だ。）

さらに自然な英語で表現するならば、以下のような文が考えられる。
- CATS has taken all of your bases. （君達の基地は、全てCATSがいただいた。）
- CATS has taken over every last one of your bases. （君達の基地は、一つ残らずCATSがいただいた。）
- We got all your bases.（我々は、君達の基地を全て手に入れた。）
- All of your bases have been taken (over). （君達の基地は、すべて我々の統制下だ。）

本項の英語版および英語版ウィキクォートのZero Wingの項にも日本語文と英訳例が記載されている。